# Иудинский сельсовет
Иудинский сельсовет — упразднённая административно-территориальная единица, существовавшая на территории Московской губернии и Московской области до 1954 года.
Иудинский сельсовет был образован в первые годы советской власти. По данным 1922 года он входил в состав Рогачёвской волости Сергиевского уезда Московской губернии.
По данным 1926 года в состав сельсовета входил 1 населённый пункт — Иудино, а также 4 хутора.
В 1929 году Иудинский с/с был отнесён к Сергиевскому (с 1930 — Загорскому) району Московского округа Московской области. При этом к нему были присоединены Лискинский и Парфёновский с/с бывшей Ерёминской волости.
14 июня 1954 года Иудинский с/с был упразднён, а его территория передана в Мишутинский с/с.